# داویده برتولوچی
داویده برتولوچی (انگلیسی: Davide Bertolucci؛ زادهٔ ۲۹ سپتامبر ۱۹۸۸) بازیکن فوتبال اهل ایتالیا است.
از باشگاه‌هایی که در آن بازی کرده‌است می‌توان به باشگاه فوتبال هلاس ورونا و باشگاه فوتبال ونتزیا اشاره کرد.
وی همچنین در تیم ملی فوتبال Italy U-20 Lega Pro بازی کرده‌است.